# 切爾沃內 (貝雷濟夫卡區)
47°4′18″N 30°54′43″E / 47.07167°N 30.91194°E
切爾沃內（烏克蘭語：Червоне）是位於烏克蘭西南部的村莊，由敖德萨州贝雷济夫卡区的貝雷濟夫卡市鎮負責管轄。該村始建於1913年，面積0.96平方公里，海拔高度71米，2001年人口146，人口密度每平方公里152.88人。